# جیسون مک‌کارتنی (دوچرخه‌سوار)
جیسون مک‌کارتنی (اسپانیایی: Jason McCartney‎؛ زادهٔ ۳ سپتامبر ۱۹۷۳) دوچرخه‌سوار اهل ایالات متحده آمریکا است. وی در بازی‌های المپیک تابستانی ۲۰۰۴ و ۲۰۰۸ شرکت کرده است.